# Чехармехаль и Бахтиария
Чехармеха́ль и Бахтиа́рия (перс. چهارمحال و بختیاری‎ — Cahârmahâl o Baxtiyâri) — один из 31 остана Ирана, расположенный на юго-западе страны. Граничит с останом Исфахан на севере и востоке, с Хузестаном на западе и с останом Кохгилуйе и Бойерахмед на юге. Площадь — 16 332 км², население — 857 910 человек. Большая часть населения бахтиары, а также персы и кашкайцы.
Административный центр — город Шехре-Корд, другие крупные города — Боруджен (50 тыс.), Фаррохшехр (30 тыс.), Фарсан (27 тыс.), Лордеган (24 тыс.), Хефшеджан (21 тыс.), Киан (18 тыс.), Саман (15 тыс.), Джунекан (15 тыс.), Фарадонбе (13 тыс.), Бен (12 тыс.), Гендоман (12 тыс.), Суршджан (12 тыс.), Больдаджи (12 тыс.), Ардаль (10 тыс.).

## Административное деление
Чехармехаль и Бахтиария делится на 6 шахрестанов: 
1. Ардаль
2. Боруджен
3. Кухранг
4. Лордеган
5. Фарсан
6. Шехре-Корд

## Экономика
Основные отрасли экономики — сельское хозяйство (рис, овощи), пищевая,  текстильная, металлургическая промышленность, производство стройматериалов, энергетика, туризм. В городе Шехре-Корд расположены Особая экономическая зона, металлургический завод «Иран Ходро» / «Сайпа».

## Достопримечательности
В городе Шехре-Корд расположен «Зеркальный зал», в окрестностях — горнолыжный курорт Бардех и несколько красивых озёр. Возле города Лордеган расположены холмы с руинами эпохи Элама и дубовые леса. Также в провинции расположены крепость Самсаам аль-Сальтенех, крепость-музей Челештар, гробница Шахсавар, Ханская мечеть, старинный мост Заманхан, горнолыжные курорты Бабахайдар, Чельгерд и Гердехалак, водопады Аташгах и Кухранг, лагуна Гандоман.